# Sokol (národní přírodní rezervace)
Sokol je národní přírodní rezervace v oblasti Slovenský ráj.
Nachází se v katastrálním území obcí Stratená, Vernár a Hrabušice v okrese Rožňava, okrese Poprad a okrese Spišská Nová Ves v Prešovském kraji a Košickém kraji. Území bylo vyhlášeno či novelizováno v roce 1976 na rozloze 700,93 ha. Ochranné pásmo nebylo stanoveno.